# 9492 Veltman
9492 Veltman eller 2066 T-1 är en asteroid i huvudbältet som upptäcktes den 25 mars 1971 av den nederländsk-amerikanske astronomen Tom Gehrels och det nederländska astronomparet Ingrid van Houten-Groeneveld och Cornelis Johannes van Houten vid Palomarobservatoriet. Den är uppkallad efter nobelpristagaren Martinus J.G. Veltman.
Asteroiden har en diameter på ungefär 3 kilometer.